# Éric Ier (roi de Danemark)
Pour les articles homonymes, voir Éric Ier.
Erik Ier Eigod (Toujours Bon), né vers 1056 et mort à Paphos le 10 juillet 1103, fut roi de Danemark de 1095 à 1103.

## Biographie
Éric ou Erik naît à Slangerup en Sjælland. Il est l'un des quatorze fils du roi Sven II de Danemark et le quatrième à devenir roi. Grand, beau et fort, il est très populaire[réf. nécessaire].
Éric devient duc de Sjælland en 1080 après la mort de son frère Harald III de Danemark et il défend son frère Knut contre les paysans révoltés et parvient à se soustraire au massacre dans lequel ce dernier est tué en 1086 à Odense. Il devient enfin roi en 1095 à la mort de son autre frère Oluf Ier de Danemark[réf. nécessaire].
Les chroniqueurs médiévaux, comme Saxo Grammaticus, et les traditions populaires représentent Éric un « fort gaillard » proche des gens ordinaires. Il pouvait rester en place même lorsque quatre hommes tentaient de le faire bouger. Éric était un aussi bon orateur, et le peuple se déplaçait pour l'entendre. Après la fin d'une assemblée du Thing, il se rendait dans le voisinage saluer les hommes, les femmes et les enfants dans leurs fermes. Il avait la réputation d'un homme fort qui aimait les fêtes et qui menait une vie privée plutôt dissipée. 
L'abondance des récoltes succédant aux famines du règne précédent sont à l'origine de son surnom de « Toujours Bon ». Bien que partisan présumé d'un pouvoir royal fort et centralisé, il semble avoir agi avec diplomatie en évitant tout affrontement avec les magnats mais il avait la réputation d'être impitoyable pour les voleurs et les pirates 
Il doit d'abord en effet lutter contre la piraterie des Wendes, il soumet l'île de Rügen et prend la forteresse d'Oldenbourg en Wagrie. En 1098, il se rend à Bari et rencontre le Pape Urbain II pour solliciter la canonisation de son frère Knut et la création d'un archevêché afin de soustraire le Danemark à la juridiction de Hambourg-Brême. Il obtient satisfaction sur le premier point et les reliques de saint Knut sont transférées le 19 avril 1101 dans l'église d'Odense qui lui est dédiée. 
La même année, afin de régler les conflits territoriaux endémiques qui opposaient les trois royaumes scandinaves, le roi Éric de Danemark fait office d'arbitre entre Inge Ier de Suède, Magnus III de Norvège lors de la conférence de paix  organisée à Kongkulla à la frontière de leurs États[réf. nécessaire].
En 1102, Éric Ier quitte le royaume pour un long pèlerinage à Jérusalem accompagné de la reine Bodild. Il laisse la régence du Danemark à l'aîné de ses fils naturels Harald Kesja et à l'évêque Asser de Lund. Il passe par la Russie et Constantinople et meurt en route à Paphos dans l'île de Chypre le 10 juillet 1103. La reine  Bodild tombe elle aussi malade mais elle poursuit son voyage jusqu'à Jérusalem où elle meurt. Elle est inhumée au pied du mont des Oliviers dans la vallée de Josaphat.

## Union et postérité
Il épouse vers 1086 Bodil Thrugotsdatter tante de Asser futur archevêque de Lund morte en 1103 dont il a un fils :
- Knud Lavard.

Éric a également plusieurs enfants naturels avec des concubines non connues [réf. nécessaire]:
- Harald Kesja régent de Danemark de 1102 à 1103 exécuté en 1135 ;
- Ragnhild épouse de Hakon Sunnivasson et mère de Éric III Lam ;
- Éric II Emune ;
- Benedikt.

## Sources
- Lucien Musset, Les Peuples scandinaves au Moyen Âge, Paris, Presses universitaires de France, 1951, 342 p., in-8o (OCLC 3005644), p. 164-165.
- (da) Dansk biografisk Lexikon /IV. p. 538-540 Erik Ejode.
- Simon Lebouteiller (Traduit du norrois et présenté), La saga des rois de Danemark (Knýtlinga saga), Toulouse, Anacharsis, 2021, 253 p. (ISBN 979-1027904129), p. 157-178 chapitre 71-82.